# عمر بن فرات
عمر بن فرات، یکی از اصحاب موسی کاظم، علی بن موسی و محمد تقی بود. او از وکلای موسی کاظم و علی بن موسی بود و برخی منابع او را متهم به غلو کرده‌اند.

## نسب و خاندان
عمر بن فرات کوفی، از خاندان بنی فرات است. او را عمو یا عموی پدر محمد بن فرات دانسته‌اند، با این حال، برخی این احتمال را بعید دانسته‌اند. او را نیای بزرگ خاندان فرات در زمان خود یاد کرده‌اند.

## سرگذشت
گروهی چون حائری و برقی، او را متهم به غلو کرده‌اند. اما کفعمی او را دربان علی بن موسی الرضا دانسته‌است. ابوالقاسم خویی معتقد است اگر او را دربان علی بن موسی الرضا نیز بدانیم، باز هم دلالتی بر وثوق او ندارد. ماسینیون او را یکی از افراد فرقه نصیریه دانسته‌است. ابن ابی‌الثلج در تاریخ اهل البیت او را به عنوان باب‌الجواد یاد کرده‌است.
از میانِ شبکهٔ وکلایی که با علی بن موسی الرّضا در ارتباط بودند و نایبِ وی محسوب می‌شدند، بعضی جایگاهِ والاتری داشته و سخن‌شان از اعتبارِ بیشتری برخوردار بوده‌است. این افراد عبارتند: از محمد بن راشِد، عُمَر بن فُرات و محمد بن فُرات. در وکیل و باب بودنِ محمد بن فرات، اختلافی وجود دارد و برخی منابع چون کَشّی، وی را مدعیِ وکالت دانسته و مغضوبِ علی بن موسی الرّضا معرفی کرده‌است.

## مرگ
عمر بن فرات در سال ۲۰۳ ه‍.ق به دست ابراهیم بن مهدی کشته شد. با این وجود منابعی مرگ او را در حدود ۲۵۷ ه‍.ق دانسته‌اند.